# 水無川 (南魚沼市)
水無川（みずなしがわ）は、新潟県南魚沼市を流れる一級河川である。信濃川水系の支流。下流部においては魚沼市との市境を有し、また源流部の北沢は日本百名谷に選出されている。

## 地理
新潟県南魚沼市を流れる信濃川の支流。水源は上信越高原国立公園指定地域の越後駒ヶ岳にあり、支流に柄沢川、桐沢川がある。砂防施設として、高石砂防堰堤、高石上流砂防堰堤、マス沢第1号砂防堰堤などの複数の堰堤を持つ。
下流流域左岸には魚沼基幹病院や北里大学保健衛生専門学院キャンパス、下流流域右岸には水の郷工業団地を持ち、中流部にて水無渓谷サイクリングコースと合流。以後上流部へと扇状地内を並行する。中流部左岸には坂本神社があり、荒山地内より扇状地から水無渓谷へと変わる。上流部まで複数の砂防堰堤･床固工を有し、高石上流第2号砂防堰堤付近にて並行する新潟県道265号線は終点となる。車道終点より上流の渓谷内には魚止ノ滝、カグラ滝、並ビ滝、開門ノ滝等の滝を有し、高石沢、マス沢、高倉沢、オツルミズ沢、東不動沢、北沢等の複数の支流と分流しながら越後駒ヶ岳とグシガハナの間の稜線の源流へ辿り着く。

## 流域の自治体

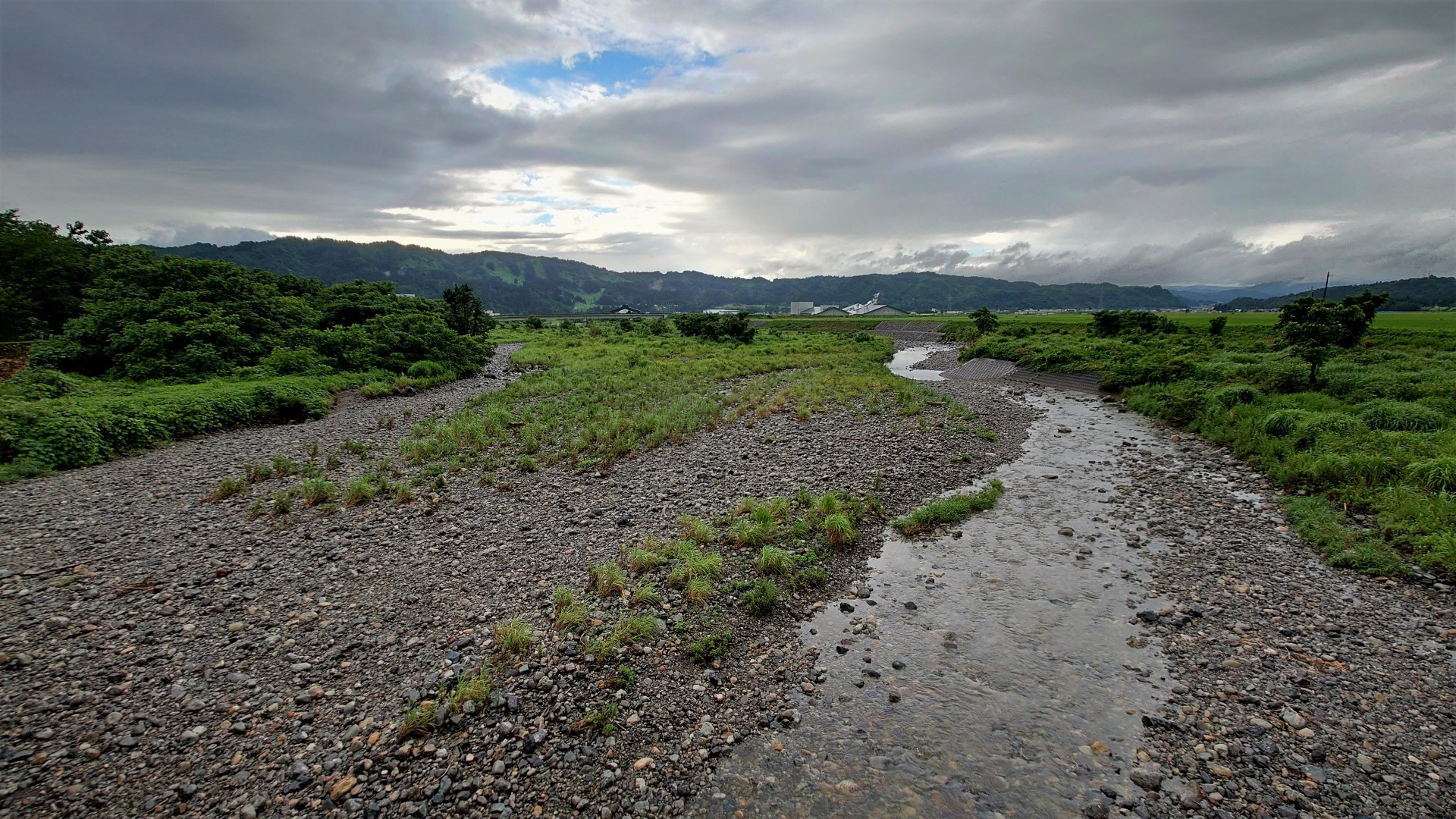
水無川下流部

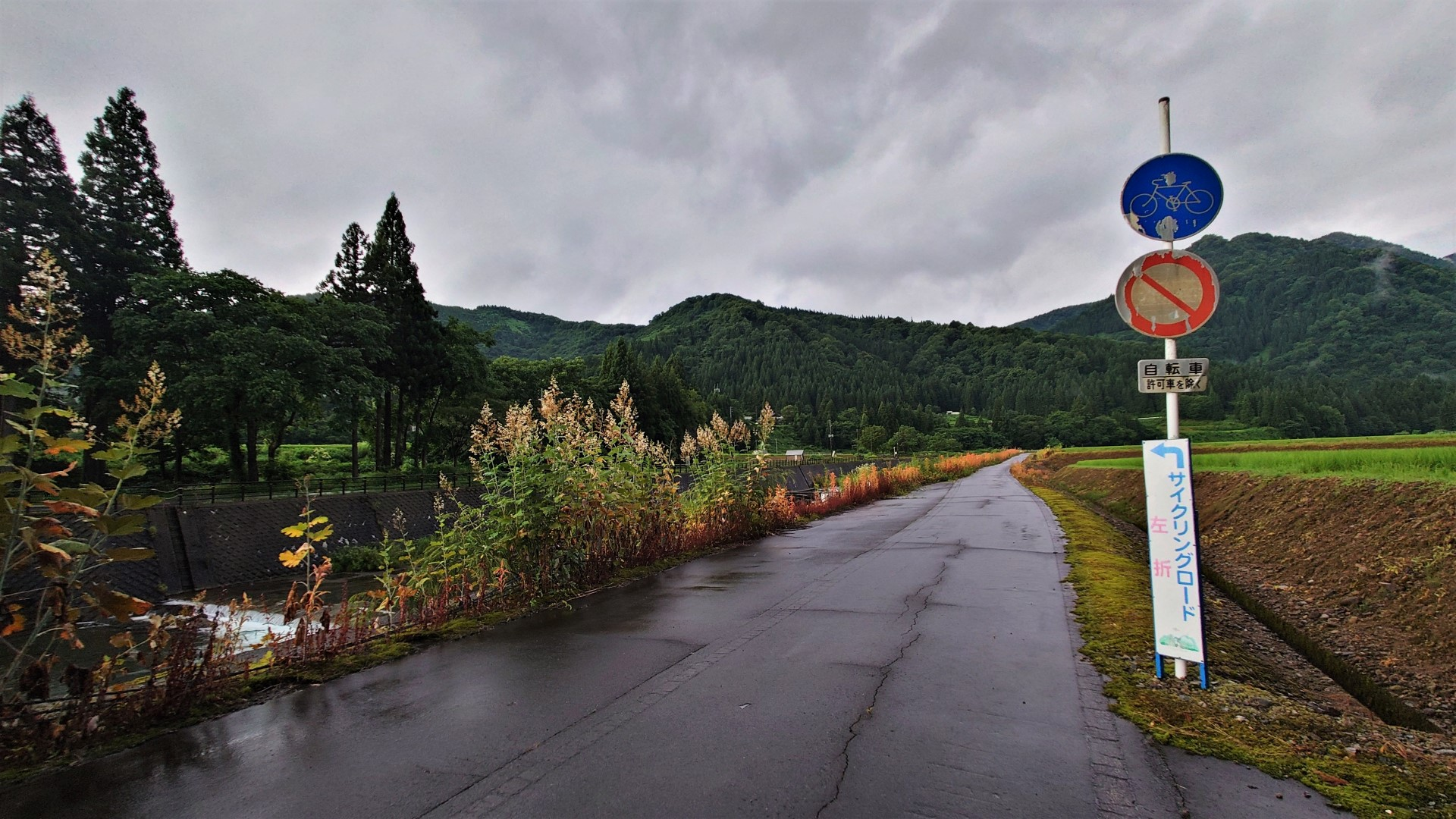
水無川左岸サイクリングロード

新潟県
- 魚沼市
- 南魚沼市

## 主な災害
- 1956年（昭和31年）7月15日 - 堤防決壊により家屋流出。
- 2008年（平成20年）7月27日 - 鉄砲水発生。マス沢において工事用道路の仮橋等が流出。[2][3]
- 2011年（平成23年）7月 - 新潟・福島豪雨。

## 歴史
- 1945年（昭和20年6月-8月） - 右岸八色原に旧陸軍主導の八色原飛行場を造成。滑走路竣工記念の軍民合同演芸会を8月15日に開催。
- 1965年（昭和40年） - 食料増産政策の一環として、国営東部開拓パイロット事業として1980年（昭和55年）まで新田開発事業を敢行。
- 1982年（昭和57年） - 北里保健衛生専門学院開校。
- 1985年（昭和60年） - 関越自動車道開通。
- 2009年（平成21年） - 水の郷工業団地造成開始。
- 2015年（平成27年） - 魚沼基幹病院開院。

## 主な流路工
- ぷれいパーク水無公園
- 水無川流路工
- 水無渓谷サイクリングコース
- 高石上流砂防堰堤
- 越後三山森林公園駐車場
- 高石砂防堰堤
- 高石第2号砂防堰堤
- 高石沢床固工群

## 並行する交通

### 道路
- 新潟県道573号雷土新田浦佐線 - 水無川橋にて直交
- 国道17号浦佐バイパス - 水無大橋にて直交
- 関越自動車道 - 水無川橋にて直交。右岸直近に大和パーキングエリアおよび大和スマートインターチェンジを併設。
- 国道291号 - 黒金橋にて直交。
- 新潟県道234号桐沢麓五日町停車場線 - 黒土地内より坂本神社付近まで左岸を並行。
- 新潟県道265号下折立浦佐停車場線 - 八色橋にて右岸へ斜交。以降上流部まで右岸を並行。